# Sante Bentivoglio
Sante Bentivoglio (ur. 1426 w Bolonii, zm. 1 października 1463 tamże) – włoski szlachcic, syn Ercole Bentivoglio, kuzyn Annibale I Bentivoglio, rządził w Bolonii w latach 1445–1463.
Został wychowany we Florencji, na dworze Cosimo de' Medici. Gdy w 1445 Annibale I Bentivoglio został zamordowany w zasadzce zastawionej na niego przez rywalizującą z nim rodzinę Canetoli, Sante został wybrany gonfaloniere della giustizia (chorąży sprawiedliwości). Tytuł ten w praktyce równał się tytułowi pana miasta. Został też ogłoszony opiekunem małoletniego syna Annibale, Giovanniego. Od papieża otrzymał autonomię w sprawowaniu władzy w Bolonii i utworzył senat miejski złożony ze szlachty bolońskiej i przedstawicieli papieża. W polityce zagranicznej skłaniał się ku sojuszom z Wenecją, Sforzami i Medyceuszami.
W 1454 poślubił czternastoletnią Ginevrę Sforza, córkę Alessandro Sforzy, pana Pesaro. Ślub odbył się w Bolonii, w kościele San Giacomo. Sante miał z nią dwoje dzieci: córkę Costanzę (1458–1491) i syna Ercole (1459–?), kondotiera.
W 1460 rozpoczął pracę przy budowie swojego pałacu. Wykonanie budowy zostało zlecone Pagno di Lapo Portigiani. Budowla ta została ukończona przez jego kuzyna Giovanniego II, ale uległa zniszczeniu w 1507 po wygnaniu rodziny Bentivoglio z Bolonii.
Sante zmarł w 1463, a jego następcą został Giovanni II, którego był opiekunem i wychowawcą. Pół roku później Ginevra, wdowa po nim, poślubiła Giovanniego i miała z nim szesnaścioro dzieci.